# Clara Sahlberg

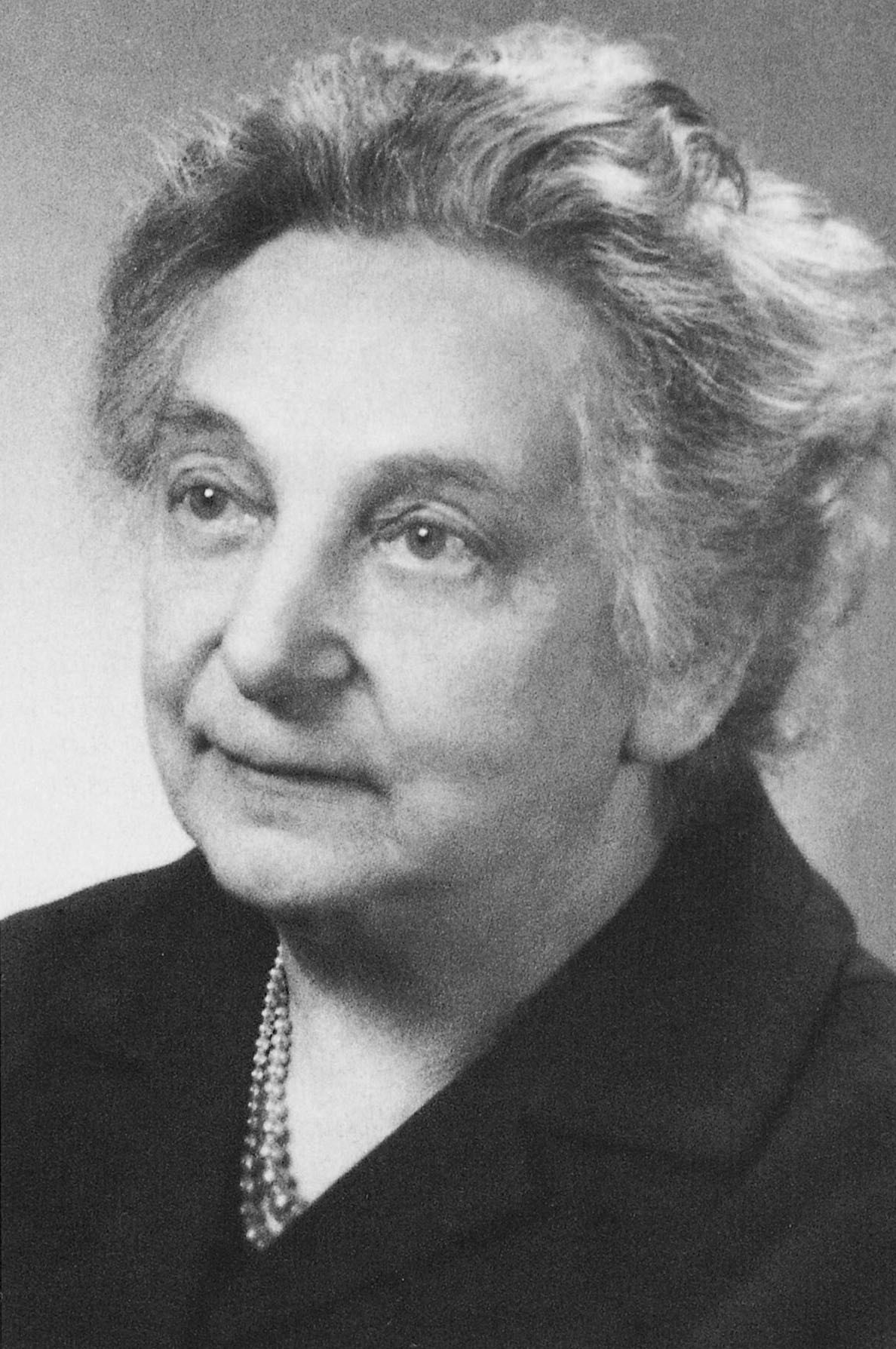
Clara Sahlberg

Clara Sahlberg (* 3. Juli 1890 in Rixdorf bei Berlin, jetzt Berlin; † 13. April 1977 in Fleisbach bei Herborn) war eine deutsche Gewerkschafterin.

## Leben und Beruf
Clara Sahlberg war das zweite von insgesamt neun Kindern. Ihr Vater, Richard Sahlberg, starb vermutlich 1905. Danach war sie zusammen mit ihrer Mutter für den Lebensunterhalt der restlichen Familie zuständig. Dies hieß zur damaligen Zeit in der Regel Heimarbeit in elenden und ungesunden Wohnverhältnissen bei sehr geringen Löhnen.
Nach dem Abschluss der Volksschule erlernte Clara Sahlberg das Schneiderhandwerk, um sich danach in Abendkursen der Handelsschule weiterzubilden. Im Jahr 1909 trat sie in den Gewerkverein der Heimarbeiterinnen für Kleider- und Wäschekonfektion ein. Dort arbeitete sie als Bürohilfskraft. 1912 wurde sie als Sekretärin im Hauptvorstand zuständig für Sozialpolitik. Unter ihrer Mitwirkung wurde 1922 Heimarbeit in die Kranken- und Invalidenversicherung einbezogen, 1923 erhielten Fachausschüsse das Recht, verbindliche Mindestentgelte festzusetzen. 1929 schloss sie sich dem Christlich-Sozialen Volksdienst (CSVD) an. 1928 wechselte sie zum Zentralverband christlicher Transport- und Fabrikarbeiter (einer Christlichen Gewerkschaft), wo sie als geschäftsführendes Vorstandsmitglied für die Frauen- und Jugendarbeit zuständig war.
Nach dem Verbot der christlichen Gewerkschaften wurde Clara Sahlberg 1933 von den nationalsozialistischen Machthabern entlassen und war längere Zeit arbeitslos. Obgleich sie auch von der Gestapo überwacht wurde, trug sie mit dazu bei, die gewerkschaftlichen Verbindungen aufrechtzuerhalten. Während des Krieges fand sie eine Anstellung beim Arbeitsamt in Berlin, wo sie später, ohne Mitglied der NSDAP zu sein, Leiterin eines wichtigen Ressorts wurde. Als Gegnerin des Regimes verhalf sie mit so genannten Unbedenklichkeitsbescheinigungen einer großen Zahl von Bedrängten und Verfolgten zur lebensrettenden Ausreise. Nach dem gescheiterten Attentat auf Hitler am 20. Juli 1944 half sie auch dem von der Gestapo fieberhaft gesuchten christlichen Gewerkschaftsführer und Widerstandskämpfer Jakob Kaiser: mit einem gefälschten, auf König statt Kaiser ausgestellten Arbeitsbuch und mit Lebensmitteln, die sie für den untergetauchten Jakob Kaiser besorgte. Sie gefährdete sich damit selbst aufs Höchste.
Nach Kriegsende wirkte Clara Sahlberg in Berlin und in der sowjetischen Besatzungszone mit am Aufbau der Christlich-Demokratischen Union Deutschlands, der Ost-CDU. Wie Jakob Kaiser war sie überzeugte Verfechterin der Gewerkschaftseinheit und beteiligte sich ehrenamtlich an der Arbeit des Freien Deutschen Gewerkschaftsbundes (FDGB). 1948 distanzierte sie sich jedoch, weil der FDGB unter kommunistischer Lenkung stand, und sie zu denen gehörte, die in den Westsektoren von Berlin die Unabhängige Gewerkschaftsopposition aufbauten. Clara Sahlberg  war von 1948 bis 1955 hauptamtlich für die Gewerkschaft Gewerkschaft Öffentliche Dienste, Transport und Verkehr (ÖTV; heute Teil von ver.di) tätig – zunächst in Trier, dann im Bezirk Rheinland-Pfalz. Darüber hinaus engagierte sie sich noch viele Jahre für die Evangelische Kirche Deutschlands.

## Gedenken
- Die Bildungsstätte der Gewerkschaft ver.di in Berlin wurde nach Clara Sahlberg benannt.

## Auszeichnungen
- Verleihung des Bundesverdienstkreuzes am Bande 1. Klasse, Mai 1961
- Wichern-Plakette des Diakonischen Werks